# 米高鮑華聖若瑟中學
米高鮑華聖若瑟中學（英語：Michael Power - St. Joseph High School），簡稱「米高鮑華」（Michael Power），是加拿大安大略省多倫多的一所天主教中學。該校由兩所天主教學校於1982年合併而成，即米高鮑華中學（Michael Power High School；建校於1957年，初為男校）與聖若瑟伊斯靈頓中學（St. Joseph Islington High School；建於1949年，初為女校）。學校於1987年加入大多市天主教教育局（現為多倫多天主教教育局）。
該校是多倫多天主教教育局轄下最大的中學，也是多倫多學生人數最多的中學之一。該校於2017至2018學年有1941名在校学生，在全市排名第二。
在2018至2019年菲沙研究所榜單中，米高鮑華在739所學校中排名第244位，評分為6.9分。
米高鮑華自2002年起提供國際文憑課程，是該市少數提供該課程的天主教公校之一。

## 知名校友
- 康寶麗
- 布倫丹·沙納漢

## 外部連結
- Michael Power • St. Joseph High School （页面存档备份，存于）
- TCDSB Portal[]
- International Baccalaureate Organization （页面存档备份，存于）
- Michael Power/St. Joseph on YouTube （页面存档备份，存于）